# Boeing Orbital Flight Test 2

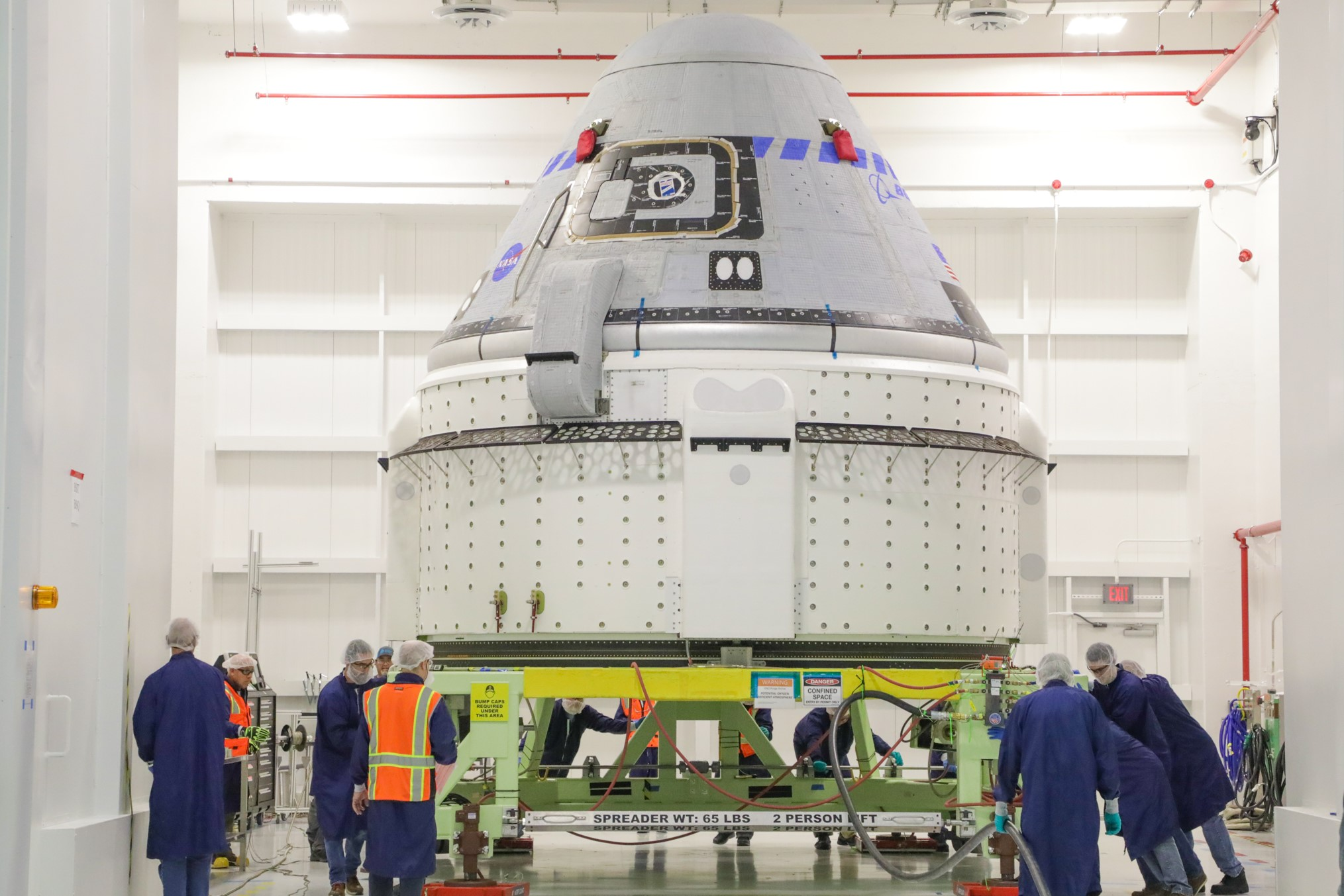
Starliner pro misi OFT-2 po opravách

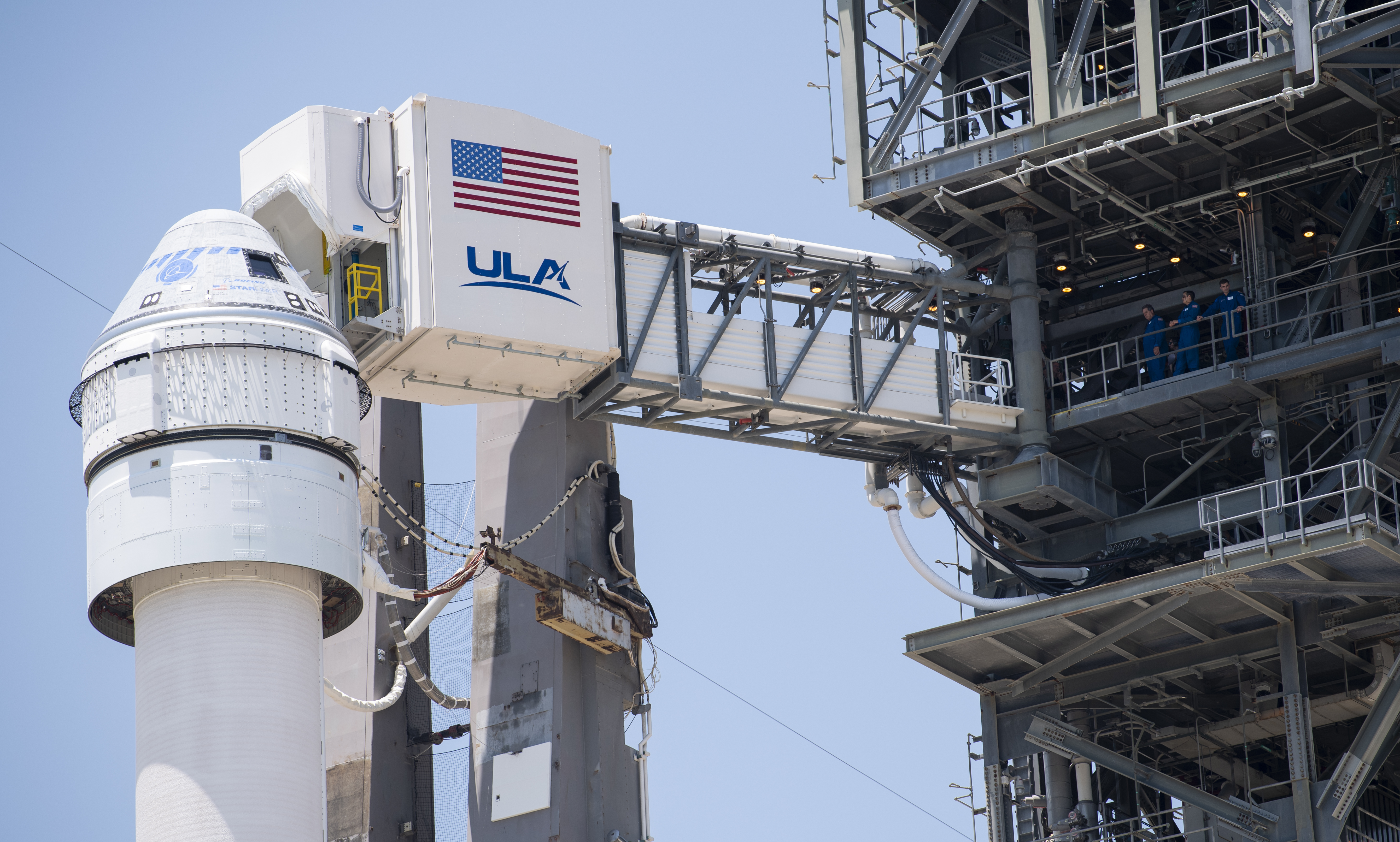
Starliner na vrcholu rakety Atlas V den před startem mise OFT-2.

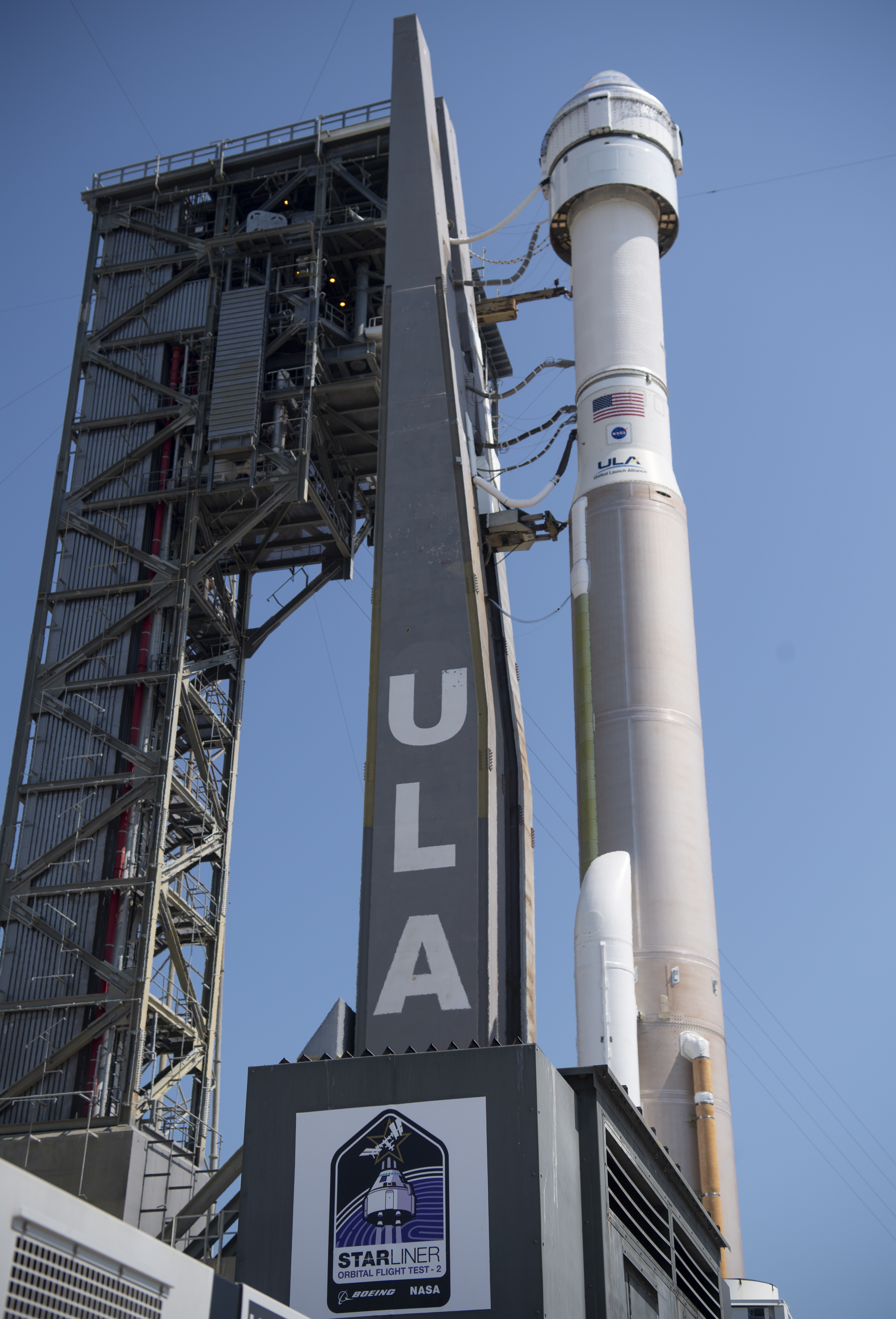
Starliner s raketou Atlas V na startovací rampě

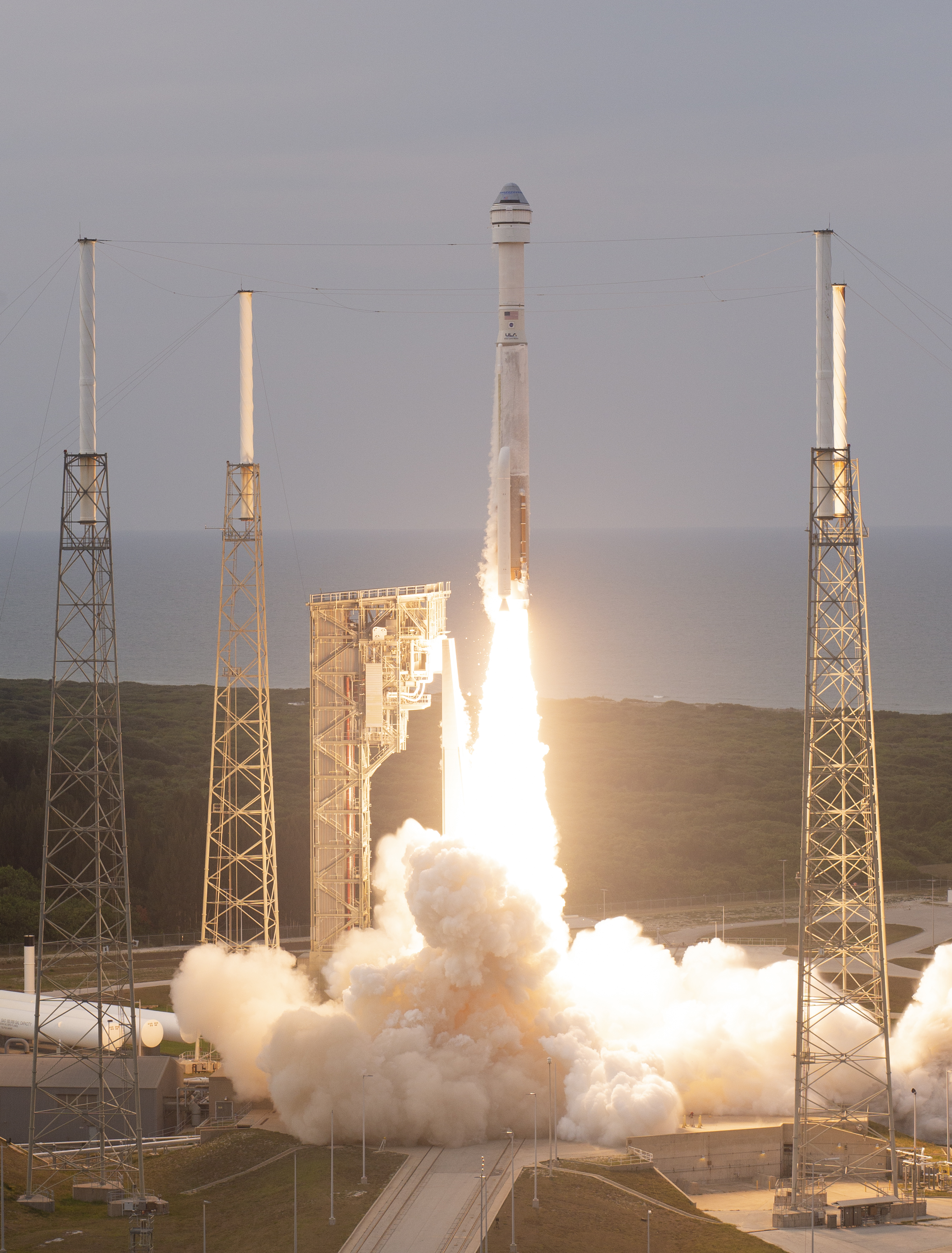
Start

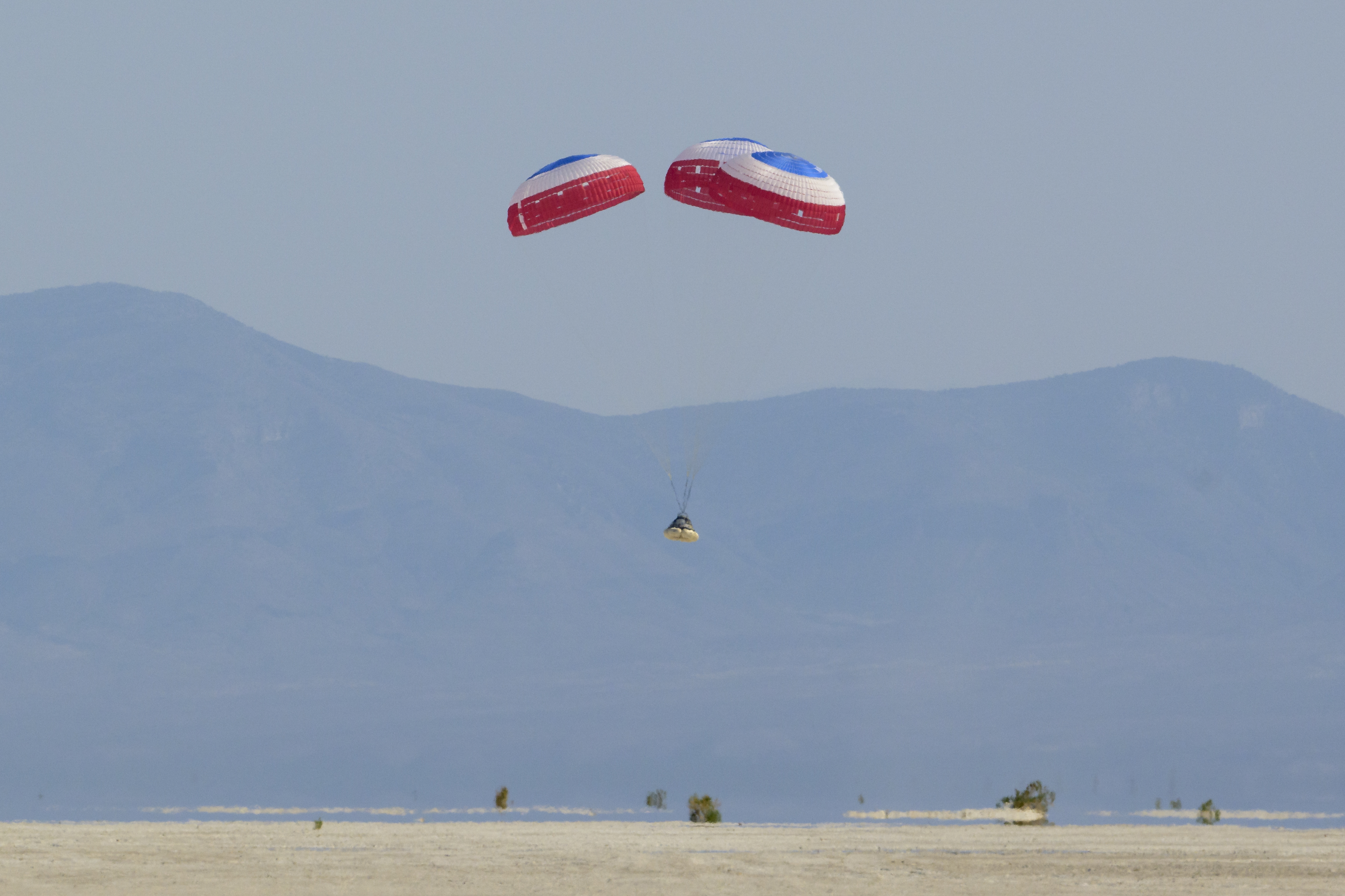
Přistání v Novém Mexiku.

Boeing Orbital Flight Test-2 (označovaný také Boe OFT-2) byl opakováním neúspěšného prvního orbitálního testu (OFT nebo OFT-1) znovupoužitelné kosmické lodi Starliner. Mise OFT-2 bez posádky odstartovala z kosmodromu na Cape Canavaral 19. května 2022 a trvala šest dní, během nichž kosmická loď demonstrovala schopnost setkání, spojení a fungování s Mezinárodní vesmírnou stanicí (ISS). Poté se 25. května od ISS odpojila a přistála v poušti v Novém Mexiku.

## Přípravy mise
OFT-2 byl celkově druhý let Starlineru a první od prosince 2019, kdy se lodi Spacecraft 3 (později pojmenované Calypso) při letu OFT kvůli problémům se softwarem nepodařilo setkání se stanicí a vrátila se na Zemi, aniž by splnila hlavní cíl mise nutný pro další pokračování spolupráce NASA a Boeingu v programu komerčních pilotovaných letů (Commercial Crew Program). Společnost Boeing pak 6. dubna 2020 oznámila, že zopakuje orbitální letový test, aby prokázala, že Starliner splňuje všechny smluvně požadované cíle testů. NASA návrh na opakovaný test systémů kosmické lodi bez posádky přijala v rámci původní smlouvy s pevnou cenou, přičemž odhadované dodatečné náklady společnosti Boeing činily 410 milionů amerických dolarů, podle pozdějších údajů bezmála 600 milionů. Mise měla využít loď Spacecraft 2 a raketu Atlas V, které byly původně plánovány pro použití při letovém testu Boeing Crew Flight Test (Boe-CFT), zkušebním letu s posádkou.

### Odklady startu
NASA a společnost Boeing 9. prosince 2020 oznámily, že cílovým datem startu mise OFT-2 je 29. březen 2021 a o týden později byl zveřejněn oficiální znak mise. Opětovná certifikace softwaru kosmické lodi pro misi OFT-2 byla oznámena 18. ledna 2021, ale v únoru 2021 došlo k posunu startu na 25. března, poté na 2. dubna a následně na polovinu dubna 2021. Počátkem dubna 2021 přišel posun na srpen – září 2021 s tím, že přesné datum bude teprve stanoveno. A v květnu 2021 byl start naplánován na 30. července 2021 v 18:53:32 UTC.
NASA, Boeing a ULA dokončily 27. července 2021 prověrku letové připravenosti mise. O dva dny později, během transportu rakety Atlas V s lodí Starliner z montážní haly (Zařízení pro vertikální integraci – Vertical Integration Facility, VIF) na startovací rampu SLC-41 na mysu Canavaral došlo k dalšímu vynucenému odkladu startu. Způsobila ho mimořádná událost na ISS, když téhož dne ráno připojený ruský vědecký modul Nauka v důsledku poruchy ovládání svých trysek uvedl stanici do neplánované rotace. To znemožnilo připojení OFT-2 do okamžiku, než bude situace napravena, a Atlas V se Starlinerem byl okamžitě vrácen zpět do VIF. Start byl odložen na 3. srpna 2021 v 17:20:18 UTC.

### Porucha ventilů
Raketa s lodí byla na rampu SLC-41 znovu vyvezena 2. srpna 2021. Pokus o start 3. srpna však byl zrušen kvůli technickým problémům s pohonným systémem Starlineru, které způsobily další 24hodinový odklad na 4. srpna 2021 v 16:57 UTC. Neočekávané informace o neotevření 13 ventilů v pohonném systému Starlineru však během předstartovních příprav vyvolaly posun na pozdější srpnový termín. Proto byl Atlas V opět vrácen do VIF k dalšímu prověření a poté, co se 4 z nefunkčních 13 ventilů nepodařilo opravit, se společnost Boeing 13. srpna 2021 rozhodla vrátit kosmickou loď zpět do svého výrobního závodu, aby mohla provést rozsáhlejší zásahy k odstranění problémů více než poloviny z 24 ventilů v rozvodu okysličovadla. Čas potřebný k analýze a nalezení řešení si vynutil odklad startu minimálně do května 2022, kdy měl být startovací komplex opět k dispozici.
V montážním závodě, kam byl Starliner po odhalení problému s ventily v srpnu 2021 převezen, Boeing zjistil příčinu poruchy. Ventily zkorodovaly při reakci vzdušné vlhkosti s tetraoxidem dusičitým (N2O4) používaným jako okysličovadlo v pohonném systému Starlineru. Reakcí vznikala kyselina dusičná, dále reagovala s hliníkovými částmi uvnitř ventilů a vytvářela korozivní produkty, většinou dusičnan hlinitý, které bránily pohybu ventilů a způsobovaly jejich zasekávání.
Při důsledné analýze byly zjištěny možné momenty a místa vniknutí vlhkosti do ventilů a rozvodů okysličovadla. Některé ventily například byly použity při pozemním testu přerušení letu, při letu OFT nebo během testování pro environmentální kvalifikaci lodi.

### Řešení problému s ventily
Společnost Boeing se později rozhodla odmontovat celý servisní modul a poslat ho do testovacího střediska White Sands v Novém Mexiku k detailním analýzám. Na jeho místo pak byl namontován servisní modul určený původně pro další plánovaný let Crew Flight Test (CFT). Boeing sice u tohoto modulu neprovedl žádné úpravy ventilů, ale vytvořil čisticí systém k odstranění veškeré vlhkosti z ventilů pomocí plynného dusíku a navíc utěsnil otvory v elektrických konektorech k ventilům, které do ventilů propouštěly vlhkost. Kromě toho bude nově Starliner tankovat později (blíže ke startu), takže palivo bude mít méně času na interakci s vlhkostí.

## Starliner a Atlas V
Loď Starliner pro NASA vyvinula a vyrábí americká společnost Boeing jako součást programu letů komerčních lodí s posádkami (Commercial Crew Program). Skládá se z kabiny ve tvaru kužele a válcové servisní sekce. Největší průměr dosahuje 4,56 metru, délka spojených modulů 5,03 metru a startovací hmotnost až 13 tun. Pro až 7 astronautů je v kabině k dispozici 11 krychlových metrů hermetizovaného prostoru.
Mise OFT-2 je premiérovým letem druhého vyrobeného exempláře lodi Starliner (Spacecraft 2). Kromě opatření provedených kvůli vadným ventilům společnost Boeing po letu OFT přidala výklopný kryt pro návrat do atmosféry kvůli dodatečné tepelné ochraně citlivých součástí dokovacího portu během sestupu kabiny, tedy se stejnou funkcí jako podobný kryt lodí Dragon 2 společnosti SpaceX. Upravila také konstrukci dokovacího systému Starlineru; dokovací systém NASA tak bude poprvé použit pro připojení komerční kosmické lodi, protože lodi Dragon se k ISS připojují vlastním dokovacím systémem vyvinutým společností SpaceX.
Stejně jako u OFT poletí Starliner při letu OFT-2 na špici 52,4 metru vysoké rakety Atlas V N22 od výrobce United Launch Aliance (ULA), a to bez aerodynamického krytu užitečného zatížení a s dvoumotorovým horním stupněm Centaur. Dva motory RL-10 jsou pro lety Starlineru vyžadovány, aby byla zajištěna trajektorie startu umožňující bezpečné přerušení letu v kterémkoli bodě mise.

## Užitečné zatížení
Stejně jako při letu OFT byla na palubě Starlineru letová testovací figurína Rosie the Rocketeer o hmotnosti 82 kilogramů. Ale zatímco při prvním letu 15 snímačů získávalo údaje o průběhu přetížení přímo na těle Rosie, tentokrát během startu a dalších letových situací měřily na čtyřech sedadlech lodi.
V kabině bylo uloženo asi 225 kg nákladu, z toho zhruba 200 kg jídlo a zásoby pro současnou posádku stanice a oblečení a spací pytle pro astronauty mise CFT, budoucího prvního testovacího letu Starlineru s posádkou. Zbytek tvořily různé památeční předměty, např. vlajky historických černošských vysokých škol a univerzit a odznaky Rosie the Riveter (Nýtovačka Rosie), které připomínají náborovou kampaň pro ženy k práci v leteckém průmyslu během druhé světové války, ale také semena z pěti různých druhů stromů nebo původní firemní identifikační karta vydaná zakladateli Boeingu Billu Boeingovi, která nese jeho podpis.
Na zpáteční cestě Starliner nesl zhruba 270 kilogramů nákladu, který kromě vracejících se zmíněných memorabilií tvořily také tří nádrže ze systému NORS (Nitrogen Oxygen Recharge System) dodávajícího stanici atmosférické plyny. Tyto tanky se často vracejí k renovaci při nákladních letech i misích s posádkou (naposledy v dubnu 2022 jeden z nich dovezla na Zemi soukromá mise Ax-1 se 3 vesmírnými turisty), OFT-2 se však stala první misí, která doručila na zemi hned tři tanky NORS současně.

## Průběh letu
Ještě během řešení problému s ventily, v prosinci 2021, oznámili Boeing a NASA záměr uskutečnit misi OFT-2 v květnu 2022. Později byl termín upřesněn na 19. květen 2022 v 22:54:47 UTC a loď ve stanovený okamžik také skutečně bez problémů odstartovala. S pomocí prvního stupně a dvou pomocných boosterů rakety Atlas V a horního stupně Centaur se pak 15 minut po startu dostala na suborbitální dráhu o výšce 181 kilometrů. O dalších 16 minut později díky 45vteřinovému zážehu vlastních trysek dosáhla oběžné dráhy kolem Země, přestože dvě z 12 urychlovacích trysek na zádi servisního modulu během manévru selhaly a musely být nahrazeny záložními.
Postupné zvyšování dráhy a přiblížení ke stanici mělo trvat 24 a čtvrt hodiny, ale v důsledku několika menších problémů během konečné fáze se Starliner připojil k ISS pomocí předního portu modulu Harmony s více než hodinovým zpožděním 21. května 2022 v 00:28. Téhož dne v 16:04 UTC otevřel astronaut Robert Hines oba poklopy mezi stanicí a Starlinerem a krátce poté spolu s kolegy Kjellem Lindgrenem a Denisem Matvějevem vstoupil na palubu návštěvní lodi. Posádka také uspořádala uvítací ceremoniál, který se koná vždy po příletu pilotovaných lodí. V dalších dnech astronauti vyzvedli ze Starlineru náklad a zajistili nezbytné kontroly funkcí lodi, včetně propojení s ventilačními, datovými, hlasovými, telemetrickými a energetickými systémy stanice. Také do lodi nastěhovali náklad určený k dopravě na Zemi.
Po splnění plánu mise se loď odpojila od ISS 25. května 2022 v 18:36 UTC a poté, co se vzdálila od stanice, snížila 58 sekund trvajícím zážehem svou rychlost o 127 m/s (459 km/h) zamířila ke vstupu do atmosféry a přistání s pomocí padáků a airbagů ve White Sands Space Harbor, 50 km západně od města Alamogordo v Novém Mexiku v 22:49 UTC. Let trval bez 6 minut přesně 6 dní. Steve Stich, manažer NASA pro program komerčních pilotovaných letů (Commercial Crew Program) na tiskové konferenci pro přistání řekl, že „dokonalým přistáním“ kosmická loď Starliner „splnila všechny cíle mise“.